# 安娜兰迪亚
安娜兰迪亚是巴西圣保罗州的一个市镇。总面积326.63平方公里，总人口3997人，人口密度12.2人/平方公里。